# Yoot Saito
Pour les articles homonymes, voir Saito.
Yutaka Saitō (斎藤 由多加, Saitō Yutaka, dit Yoot) est un concepteur de jeu vidéo japonais connu pour différents jeux tels que SimTower et sa suite Yoot Tower sur Microsoft Windows et Mac OS X ainsi que Seaman pour Sega Dreamcast.
Fin 2005, il développe un jeu pour Nintendo GameCube, appelé Odama.